# Sansana
Sansana (hebr.: סנסנה) – wieś położona w samorządzie regionu Har Chewron, w Dystrykcie Judei i Samarii, w Izraelu.
Leży w południowej części Judei w górach Judzkich.

## Historia
Osada powstała w 1997 jako wojskowy punkt obserwacyjny, w którym w 1999 osiedlili się cywilni osadnicy żydowscy.